# Bataillon Dombrowski
Le Bataillon Dombrowski (Dąbrowszczacy en polonais) est une unité de volontaires ayant pris part à la guerre civile espagnole au sein des Brigades internationales. Son nom vient de l'officier polonais Jarosław Dombrowski qui participa entre autres à la Commune de Paris.
Parmi ses combattants, plusieurs milliers de mineurs polonais en France, milieu où des milliers de salariés avaient par ailleurs été renvoyés chez eux dans les cinq années qui ont suivi le krach de 1929, parfois pour fait de grève. Entre 1945 et 1949, environ 62000 Polonais de France sont revenus en Pologne via une "reemigracja" d'abord spontanée puis organisée, parmi lesquels 5000 à 6000 mineurs du Nord-Pas-de-Calais, dont de nombreux résistants communistes qui souhaitaient reconstruire leur pays, ce qui a rendu plus difficile la connaissance de l'histoire des polonais ayant participé à la Guerre d'Espagne puis à la résistance en France.

## Débuts
En septembre 1936, au début de la guerre civile espagnole, Willy Münzenberg, chef de la propagande du Komintern pour l'Europe occidentale, propose à Staline d'aider la République espagnole en armant des civils de toute l'Europe, communistes, mais aussi anarchistes, socialistes ou simples compagnons de route.
Un mouvement de solidarité s'organise en Pologne, via les partis politiques les plus à gauche, en premier lieu les communistes. Un petit millier de Polonais partent en Espagne combattre aux côtés des républicains. L'hostilité de leur gouvernement oblige nombre d'entre eux à sortir du pays clandestinement. Parmi eux, environ 800 personnes réussissent à entrer en Espagne.
Le premier groupe arrive à Barcelone en août 1936 : ce sont les "mitrailleurs Dombrowski" commandés par Franciszek Palka. Ils sont intégrés au bataillon Commune de Paris pour aller combattre sur le front d'Aragon.
Puis les Brigades internationales se constituent officiellement. Ils deviennent alors le "Bataillon Dombrowski", à Albacete le 24 octobre 1936: 600 hommes placés sous le commandement de Stanisław Ulanowski (pl), intégrés à la XIe Brigade Internationale puis en décembre à la XIIe.
Ces volontaires se déploient entre les villes de Tarazona de la Mancha, Mahora, Villanueva de la Jara et Quintanar del Rey et se répartissent entre les bataillons "Louise Michel", "Tchapaiev", "Henri Vuillemin" et une organisation de combattants venus des Balkans.
Le commandement est confié à l'Allemand Wilhelm Zaisser "Gómez" avec son compatriote Albert Schindler comme chef d'état-major et le Polonais Suckanek comme commissaire.

## Effectifs
Le "Bataillon Dombrowski", en fait plusieurs unités disséminées dans les brigades internationales, regroupant des combattants se coordonnant grâce à l'usage commun de la langue polonaise, est intervenu très rapidement car ses hommes venaient pour l'immense majorité de France. D'octobre 1936 à l’été 1938, de 32000 à 40000 combattants non-espagnols ont participé aux brigades internationales, selon les estimations de différents historiens. Parmi eux, près d’un tiers étaient Français soit environ 10000, dont 3000 tués lors des combats. C'est la plus nombreuse de la cinquantaine de nationalités représentées,. La moitié avait de 26 à 34 ans, mais aussi plusieurs centaines de vétérans de la Guerre de 14-18. Un sur deux vient de la région parisienne, le reste surtout du Nord Pas-de-Calais, les trois grandes régions socialistes, Midi-Pyrénées, Languedoc-Roussillon et Aquitaine, ne pesant que 5 %. Une grande partie sont en fait d'origine polonaise et parlent encore la langue d'origine ou sont bilingues, d'où leur incorporation dans les bataillons dit "polonais".
Les "Polonais" ont constitué plus de 14% de tous les brigadistes internationaux pendant la Guerre d'Espagne, leur effectif comptant de 5 000 à 5 400 hommes, dont 3000 issus de l’immigration demeurant en France. D'autres estimations parlent de 3 800 mineurs polonais travaillant en France. L'expérience acquise pendant deux ans de combats en Espagne, fait qu'un nombre important d’anciens de la 13e BI « Dąbrowski » se voient ensuite « confiées les missions à caractère militaire » qui ont permis à la Résistance de s'enhardir, comme lors de la grande grève des mineurs de mai-juin 1941.
Environ 300 étaient des polono-américains, quelques centaines seulement provenaient d'autres pays d'Europe. Seulement 800 venaient de Pologne même.
En analysant les archives du Komintern pour sa thèse, l'historien Rémi Skoutelsky a découvert qu'ils étaient « ouvriers dans leur écrasante majorité ». Parmi ces derniers, nombre de « mineurs, issus pour la plupart du pas-de-calais ».

## Composition

### Leaders syndicaux
Le départ en Espagne est souvent un exemple donné par les militants les plus respectés, polonais ou pas. Juste avant de partir en Espagne, Albert Senez, mineur de Lourches, secrétaire général du syndicat unitaire des mineurs du bassin d’Anzin au début des années 1930, qui regroupait près de 2400 adhérents, et fut du 28 septembre 1935 au 15 janvier 1937, élève de l’École léniniste internationale, sous le nom de Jules Lenoir, comme Georges Wallers de la même promotion. A son retour en France en 1939, le premier s’installa définitivement dans les Bouches-du-Rhône, rencontrant comme beaucoup son épouse en Espagne.

### Proportion prépondérante d'immigrés
Des documents, rédigés en novembre 1940 en français et en espagnol par une «Commission de cadres (étrangers) du Comité central du Parti communiste d’Espagne », répertoriant 3805 noms des volontaires polonais, ne permet pas de dénombrer les Polonais mais de connaitre la part parmi eux de l'immigration polonaise en France: plus de la moitié, soit 1 967 volontaires sont venus de France, 507 seulement de Pologne, et 67 de Palestine. Seulement 570 ont moins de 24 ans, et 1087 entre 25 et 30 ans
Statistiques.
Un cinquième des volontaires polonais des Brigades internationales étaient juifs, selon l’historien polonais Gabriel Ersler Sichon et le contingent polonais, majoritairement composé de communistes et communisants était à 85% issus des immigrations polonaises, près des trois-quarts  de ces immigrés venant de France et de Belgique.
Il montre que seulement 38 Polonais se trouvaient en Espagne au moment de la rébellion franquiste, 633 arrivant en 1936, puis 994 en 1937 et 379 en 1939, la date d’arrivée de 1761 brigadistes étant impossible à déterminer. Un autre dossier B liste 474 "Polonais" morts ou disparus en Espagne, mais il a été établi huit mois avant la fin des combats, à Barcelone le 9 avril 1938.
Parmi les 1300 combattants "Belges", environ 800 sont en fait des étrangers résidant en Belgique, selon les travaux terminés vers 1987 par l'historien belge Rudi Van Doorslaer, et 180 à 200 étaient des juifs. Cet historien n'a cependant pu établir la nationalité que de 169 juifs partis en Espagne : il a découvert que 117, soit 69 % étaient Polonais, 25 (15 %) Hongrois, 10 (6 %) Roumains.

### Combattants juifs
La plupart des combattants juifs des brigades internationales ont intégré des groupes de langue de leur pays d'origine, mais il a aussi été créé un peu plus tard, en 1938, une unite combattante pour ceux s'exprimeant en yiddish. Au sein de la communauté juive française, les milieux qui s'étaient déjà mobilisés pour le Front populaire ont organisé des collectes en faveur de la « Compagnie Naftali Botwin », de langue yiddish, formée au début de 1938 de 120 Juifs, polonais, hongrois ou tchécoslovaques, intégrée au bataillon Dombrowski. Cette compagnie « Botwin » est en grande partie décimée durant l'offensive en Extremadure de février 1938. Emanuel Mink en sera le dernier commandant.
La compagnie a publié un journal en yiddish appelé Botwin.

## Combats
En novembre, ils participent à la défense de Madrid, dans laquelle le bataillon perd les deux tiers de ses hommes.
En janvier 1937, sous le commandement de Józef Strzelczyk (pl), le bataillon constitué de trois compagnies polonaises est rejoint par une compagnie espagnole, et affronte les franquistes à la bataille de Jarama, où il perd un tiers de ses effectifs.
En juin 1937, est fondée une "Brigade Dombrowski", sous le commandement de Fernando Gerassi, formé par l'ancien bataillon Dombrowski, un bataillon franco-belge et un bataillon hongrois.
Dans le but de couvrir les pertes du front d'Aragon en mai, est aussi intégré un nouveau bataillon polono-espagnol, le José Palafox.
En décembre 1937, le bataillon franco-belge est remplacé par le bataillon Adam Mickiewicz. À cette période, nombre de polonais ayant été tués, 60 % de la brigade est composée d'Espagnols, et en sus des Polonais était présent un petit nombre de Hongrois.
En février 1938, cette unité opère en Extremadure pour essayer d'empêcher l'arrivée de renforts franquistes en Aragon, mais en mars, devant une grande offensive franquiste, il doit regagner l'Aragon. Cependant, il y arrive trop tard, puisqu'en pleine retraite des républicains. Il réussit néanmoins à rallier la Catalogne et se réorganise pour participer à la bataille de l'Ebre.
Ensuite, après la décision du gouvernement Negrín de retirer les forces internationales du conflit, la brigade est démobilisée le 25 septembre 1938.

## Retraite de l'hiver 1938-1939
Au total, un millier de Brigadistes internationaux polonais, soit plus du quart du contingent polonais ayant combattu dans la Guerre d'Espagne, furent contraints à fuir à l'hiver 1938-1939 au delà des Pyrénées et internés dans les camps du sud-ouest de la France et en Afrique du Nord. Les Polonais représentaient un sur six des Brigadistes internationaux de ces camps, qui accueillaient aussi des Espagnols.
À partir de l’été 1940, sur fond de pacte germano-soviétique, qui sera romptu en juin 1941, des négociations débutent, organisées par l'entremise de l'ambassadeur d'URSS en France Alexandre Bogomolov. Elles aboutissent à transférer en Union soviétique en mars 1941 les Polonais de ces camps qui avaient automatiquement acquis la nationalité soviétique, en vertu des nouvelles frontières du 28 septembre 1939, l'URSS ayant mordu sur le territoire polonais.
D’autres furent transférés à Djelfa, en Afrique du Nord, en 1941 et 1942 et seront au centre, après novembre 1942 et le débarquement américain dit "opération Torch", d’intenses tractations entre alliés: après six mois d'attente, certains furent incorporés dans les armées alliées et d'autres envoyés en URSS. Certains intègrent l’Armée Rouge et d'autres l’Armée polonaise formée en URSS par Staline, confiée au général Berling en lien avec les ZPP (Union des Patriotes Polonais).
Au total, le tiers de ces Polonais des camps du sud-ouest de la France est revenu en Pologne avec l’Armée Rouge et l'Armée Berling au moment de la prise de pouvoir par les communistes. Lieutenant-colonel dans l'Armée d'Anders, Zygmunt Berling s'était entendu avec les Britanniques pour lancer la 5e Division d'infanterie polonaise, avec Wanda Wasilewska, visant à franchir la Vistule pour tenter, sans succès, de secourir l'Insurrection de Varsovie, avec le feu vert de Moscou en mai 1943 sur fond de refroidissement entre Staline le gouvernement polonais en exil. Władysław Anders, parti d'URSS en 1942 pour rejoindre les Britanniques par l'Iran, y avait vu une "désertion".

## Ossature des FTP-Moi de la Résistance

### Renouvellement à la direction en 1936-1940
Seulement la moitié du total des brigadistes français « sont membres du PCF ou des JC. Si l’on y ajoute les militants socialistes, anarchistes, trotskystes et les syndicalistes, on dépasse les 80% ». Concernant les communistes polonais, leur activité clandestine avait auparavant souffert de grosses pertes humaines subies pendant la « Grande Terreur » stalinienne des années 1937–1938, puis de l'internement ou la mort des anciens des Brigades internationales.
Symbole de cette situation, Marcel Kolorz, qui a grandi dans la partie de la Pologne rattachée à l’Allemagne et adhéré en 1916 au syndicat des mineurs d'Allemagne puis participé aux grèves et manifestations de la révolution allemande, dans un groupe Spartakus de 1918 à 1919, avant de passer en nouvelle Pologne en mars 1919 et s’engager dans l’armée polonaise. 
Animateur de 1920 à 1922 des grève de mineurs en Haute-Silésie où il est revenu, il doit émigrer en 1922 à Méricourt dans le Pas-de-Calais, il y participa à des grèves en 1923 avec le syndicat unitaire des mineurs puis devint instructeur du PCF dans les mines du Nord en 1926, et en 1927 dans celles de Lorraine. 
Condamné à huit jours de prison le 2 octobre 1929 et à deux mois en avril 1931, il était marié à la responsable de la librairie des ouvriers polonais en France et dirigea dès 1931 la commission centrale des groupes polonais puis en 1936 le travail de la MOI (Main d’œuvre immigrée) pour l'ensemble du PCF, où il siège au Comité central.
En 1937, l’Internationale communiste décide la dissolution du Parti communiste polonais et l'équipe dirigeante, via la MOI, de l’immigration polonaise en France est purgée: certains dirigeants sont écartés, une nouvelle direction élue, composée de mineurs « politiquement inexpérimentés », tandis que Marcel Kolorz fut envoyé à la guerre d’Espagne dans les Brigades internationales et tué en 1938 à la bataille de l'Èbre.
A Paris, la direction centrale du « groupe de langue » polonais de la FTP-MOI, soumise aux changements causés par ces problèmes, fut « secrètement recréée » à nouveau après l'Armistice de juin 1940, selon des historiens, avec une direction parisienne effectivement composée « de jeunes ouvriers mineurs du Nord-Pas-de-Calais, politiquement inexpérimentés »,, la section juive étant distincte. Parmi eux, Jan Rutkowski, Stefan Franciszczak et Rudolf Larysz, résistants dès 1940, mais aussi Bolesław Maślankiewicz, Stanisław Kuc, Roman Kornecki et Franciszek Sobecki, premier secrétaire du « trio » dirigeant de la section polonaise à Paris. Cette mouvance polonaise se différencie de la résistance d’obédience « londonienne » et regroupe des communistes qui ont alors « commencé leur action clandestine en zone occupée » mais certains communistes polonais ne voulaient pas s’engager avant la fin du pacte germano-soviétique.
Aleksander Bekier, autre responsable du PCF des immigrés polonais, pour l'est de la France, rédacteur de l’hebdomadaire PCF L'Aube nouvelle (Bagneux, Malakoff, Montrouge) de 1935 à 1936, a suivi la même voie que Marcel Kolorz: incorporé le 12 décembre 1936 dans la XIIIe Brigade "Dombrowski", chargé de la liaison du 5e corps d’armée avec la 35e Division comme commissaire politique adjoint, en lien avec le leader Gustav Reicher, dirigeant du Parti communiste polonais ensuite assassiné à Moscou en 1938. Il combattit à Teruel et Motril, en janvier et février 1937, puis à l'été suivant à la bataille de Brunete et celle pour Saragosse à Villamayor-de-Gallego. Il cotoie à l'"Etat-major Dombrowski" deux autres combattants venu de France, l'avocat Tadeusz Oppman et le chef, l'architecte Boris Guimpel, fils de deux révolutionnaires russes en exil à Paris depuis 1905. Comme lui, tous deux survivront, Tadeusz Oppman et Boris Guimpel restant amis et associés à la tête des dirigeants PCF de la résistance en zone sud avant de chuter après l'affaire Iltis et la rafle menée par Klaus Barbie, le 15 mai 1944 contre les FTP à Lyon, Tadeusz Oppman étant accusé par Raymond Guyot d'avoir été « un aventurier » ou « un irresponsable », qui avait tenté de « s’emparer de la direction de ce secteur ».
Dans le bassin minier du Nord-Pas-de-Calais, la plupart des groupes armés créés en 1940 ou 1941 ET rebaptisés fin 1942 FTP-MOI, le sont cependant par des anciens volontaires polonais des Brigades internationales : Bronislaw Kania, qui survivra, Simon Curlik, chef militaire de l'attaque des véhicules allemands de Vimy en septembre 1940, Jozef Szymczak, Wladislaw Wozniak, Franciszek Papiez, François Jarosz, Jan Kalkus, Antoni Chrost, Antoni Kieltyka, Konstantin Kupien, Jozef Migos, et Wladislaw Mazur.
Le nordiste Rudolf Larysz, délégué par la direction nationale, s'occupe aussi de la « reconstitution clandestine du PC dans le bassin minier du Tarn en particulier parmi les mineurs d’origine polonaise », grâce au mineur Wladislaw Hamerlak, arrivé en France en 1924, qui fut commissaire politique de compagnie dans la Brigade Dombrowski, et y reconstitua en 1942 un triangle de direction FTP-MOI, avec Stéfan Przenioslo et S. Laskawiec.

### Combattants juifs polonais
Des combattants juifs polonais revenus d'Espagne constituent par ailleurs, un peu plus tard l'ossature de la des FTP-MOI. Parmi eux, Joseph Epstein, dit "Colonel Gilles", marié à une française dirigeant des FTP-MOI à Paris, grièvement blessé en Espagne, puis organisateur de la compagnie maritime « France Navigation », chargé du transport de l'aide à l'Espagne républicaine et affecté à la compagnie d'artillerie « Anna Pauker » lors de la bataille de l'Èbre. À son retour en France au début de 1939, alors que Philippe Pétain a été nommé ambassadeur à Madrid en 1939, il fait partie des 226000 réfugiés arrêtés à la frontière, dont 70000 seront internés à Argeles-sur-Mer et 90000 à Saint-Cyprien. Le député pétainiste Jean Ybarnégaray réclame qu'on les fusille et les Allemands en déporeront beaucoup au Camp de concentration de Mauthausen. Emprisonné au camp de Gurs, libéré en juillet 1939, Joseph Epstein devient en 1942 chef des groupes de sabotage et de destruction (GSD) créés par les syndicats CGT dans les entreprises travaillant pour l'occupant, puis de l'ensemble des FTP-MOI de la région parisienne en février 1943, lançant une tactique de guérilla urbaine, possiblement en lien avec le renseignement soviétique, via le 4ème bureau de l'Armée rouge. Arrêté  avec Missak Manouchian, il fut fusillé avec 23 autres FTP au fort du Mont-Valérien (France) le 11 avril 1944.
Autre dirigeant des "combattants Dombrowski", Marcel Langer passe à la 35e division de mitrailleurs et épouse une espagnole, Cecilia Molina. Lui aussi interné au Camp de Gurs, il fait partie des nombreux brigadistes qui ont réussi une évasion pour rallier la Résistance française, gagnant Toulouse pour diriger devient la 35e brigade, nommée en souvenir de sa 35e division de mitrailleurs des Brigades internationales, quand le 11 novembre 1942, la MOI se transforme en FTP-MOI puis est guillotiné le 23 juillet 1943 à la prison Saint-Michel de Toulouse.

## Transferts en Allemagne et en Pologne
Les anciens des "Bataillons Dombrowski" ont créé en 1941 des unités polonaises chargées des nombreuses missions de sabotage, notamment contre l’infrastructure ferroviaire dans le Nord et dans le Pas-de-Calais, zone importante en raison de la production de charbon et de la proximité de l'Angleterre. Le mot d’ordre d'action immédiate, malgré le risque des représailles allemandes, attirait de nombreux immigrés polonais, désireux de venger l’occupation de leurs deux pays, de la Pologne et de la France.
Cette activité très gênante pour les Allemands coïncida avec le début des déportations des immigrés polonais pour aller travailler en Allemagne, tandis que les cadres des FTP-MOI subissaient de nombreuses arrestations. Par exemple, dans le Nord entre 1942 et 1943, leurs effectifs ont chuté de moitié. Leurs têtes étaient mises à prix. Il a alors été décidé le passage clandestin d’un certain nombre de responsables communistes polonais vers le  Sud de la France, pour créer entre 1942 et 1943, d'autres unités de combats polonaises des FTP-MOIref name=PawełSękowski/>. Les Résistants polonais de France ont été aussi transférés secrètement par les réseaux résistants vers les territoires polonais occupés par les Allemands, afin de renforcer les cadres du Parti ouvrier polonais (Polska Partia Robotnicza) et sa branche militaire, la Garde populaire (Gwardia Ludowa), au moment où elle s'est constituée.
Les postes de responsabilité des « trios » de la FTP-MOI furent même parfois vacants, y compris dans le bassin minier du Nord-Pas-de-Calais, doté du plus grand réservoir de militants. Ces problèmes ont été surmontés au cours du second semestre 1943, la surveillance par un commandant des unités polonaises des FTP-MOI fut abandonnée et permit un renouvellement.
À l'été 1942, l'occupant allemand déporte plusieurs milliers de civils ukrainiens et de prisonniers de guerre soviétiques dans le Nord-Pas-de-Calais, pour pallier la baisse de l'extraction de charbon, notamment à Marles-les-Mines où est érigé un camp de prisonniers de guerre au pied du terril du puits numéro 5. D'autres furent installés dans les villages
. La connaissance des langues russe et française permit aux Polonais de faciliter les contacts entre ressortissants soviétiques et FTPF
 mais aussi leurs évasions. Début de 1944, l’effectif total des « groupes de langue » polonais FTP-MOI était remonté à 1 370 membres puis environ 2500 en septembre 1944, selon des rapports écrits. Certains ont commandé des détachements plurinationaux comme la 35e brigade des FTP-MOI, dirigée par dans le Sud-Ouest par Jan Gerhard et Marcel Langer.

## Témoignages photographiques
Le jeune médecin Gabriel Ersler né en Pologne en 1913 s'y engage en septembre 1937 et prend une série de photographies du bataillon Dombrowski entre mars 1938 et avril 1939, pendant ses opérations militaires, pour illustrer les relations d’amitié entre les volontaires et le contexte militaire.

## Sources
- Sygmunt Stein, Ma Guerre d'Espagne, 1956, Paris, Éditions du Seuil, 2012, p. 215-228